# Uramya nitens
Uramya nitens là một loài ruồi trong họ Tachinidae.